# Magensaftresistente Tablette
Magensaftresistente Tabletten sind Arzneiformen mit verzögerter Wirkstofffreisetzung, welche durch einen Überzug (auch Coating genannt) erzielt wird. Diese Darreichungsformen sind gegen das saure Milieu des Magensaftes resistent. Erst nach Passage des Magenpförtners löst sich der Überzug auf. Das Auflöseverhalten des Überzugs ist abhängig vom pH-Wert, so dass der Wirkstoff gezielt erst in dem Darmabschnitt abgegeben wird, dessen Milieu diesem Wert entspricht.

## Laborierung
Neben Tabletten, welche in allen möglichen Formen und Größen magensaftresistent überzogen sein können, können auch folgende Darreichungsformen magensaftresistent überzogen werden: Dragees, Hartkapseln, Weichkapseln, Pellets und Granulate. Bei sehr feinkörnigen Pulvern (< 100 µm) gestaltet sich die erfolgreiche Überziehung schwierig, da sie eine sehr große Gesamtoberfläche besitzen und zur Agglomeration neigen.

Tabletten mit einem magensaftresistenten Überzug werden in den Arzneibüchern der Kategorie "Filmtabletten" zugeordnet.

Als Komponenten, welche dem Überzug Magensaftresistenz verleihen, kommen folgende Stoffe zum Einsatz:
- Poly(meth)acrylate
- Celluloseacetatphthalat (CAP)
- Celluloseacetatsuccinat
- Hydroxypropylmethylcellulosephthalat
- Hydroxypropylmethylcelluloseacetatesuccinat
- Polyvinylacetatphthalat (PVAP)
- Schellack
- Celluloseacetattrimellitat
- Natriumalginat

Zudem kommen, je nach Überzugsformulierung, noch weitere Hilfsstoffe zum Einsatz, wie Trennmittel, Weichmacher, Stabilisatoren, Glanz-/Poliermittel, Emulgatoren und/oder Pigmente/färbende Substanzen.

Die funktionelle Komponente und die benötigten Hilfsstoffe werden prinzipiell in ein Lösemittel gegeben, in dem sie in diesem dispergiert oder gelöst werden. Als Lösemittel können sowohl Wasser als auch organische Lösemittel zum Einsatz kommen. Die so erhaltene Lösung/Suspension wird dann auf die Darreichungsform aufgetragen, wobei das Lösemittel verdunstet.

## Indikationen
Magensaftresistent überzogene Tabletten sind im sauren Milieu des Magens beständig, zerfallen aber relativ schnell im Dünndarm, der ein schwach saures, neutrales oder alkalisches Milieu besitzt, und setzen so den Wirkstoff frei.
Dieses Prinzip wird bei folgenden Fällen angewandt:
- Wenn im Magen eine Gefahr der Inaktivierung oder Zerstörung des Arzneistoffs durch das im Magensaft vorliegende saure Milieu zu befürchten ist (Bsp.: Antibiotika, Pankreatin und andere Enzyme,[1] Organpräparate)
- Für Arzneistoffe, die Übelkeit oder Erbrechen verursachen, die Magenschleimhaut reizen oder schädigen (wie z. B. NSAR wie Acetylsalicylsäure, Diclofenac)[1]
- Wenn eine hohe Arzneimittelkonzentration im Darm erreicht werden soll, z. B. zur Lokalbehandlung (Wurmmittel, Antiseptika,[1] Probiotika)
- Wenn Arzneimittel die Verdauung behindern (Tannin, adstringierende Schwermetalle, Bildung unlöslicher Verbindungen mit Pepsin und Peptonen).
- Wenn im Duodenum und Jejunum durch Freigabe der gesamten Arzneimittelmenge optimale Resorptionskonzentrationen erzielt werden sollen.

## Polymethacrylate für das Überziehen von magensaftresistenten Tabletten

### Eudragit L-55
Eudragit L-55 ist ein anionisches Copolymer aus Methacrylsäure und Ethylacrylat im Säure-Ester-Verhältnis von 1:1. Dieser Eudragit-Typ ist magensaftresistent und leicht löslich im Duodenum ab pH 5,5. Als Handelsprodukt sind Eudragit L 30 D-55 (30%ige wässrige Dispersion) oder L 100-55 (Pulver) erhältlich.

### Eudragit L
Eudragit L ist ein anionisches Copolymer aus Methacrylsäure und Methylmethacrylat. Das Säure-Ester-Verhältnis beträgt 1:1. Im sauren Magenmilieu ist die Carbonsäure protoniert. In dem Duodenum nachfolgenden Dünndarmabschnitt, dem Jejunum, liegt die Carbonsäure deprotoniert vor und kann somit als Ion solvatisiert werden und sich lösen. Im Handel gibt es Eudragit L 100 (Pulver) und Eudragit L 12,5 % (organische Lösung 12,5 %).

### Eudragit S
Eudragit S ist ein anionisches Copolymer aus Methacrylsäure und Methylmethacrylat im Säure-Ester-Verhältnis von 1:2. Das Eudragit ist magensaftresistent und erst im hinteren Teil des Dünndarms, dem Ileum bzw. im Übergang zum Colon, löslich. Die Handelsprodukte sind Eudragit S 100 (Pulver) und Eudragit L 12,5 % (organische Lösung 12,5 %).

### Eudragit FS 30 D
Das Eudragit FS ist wässrige Dispersion eines anionischen Copolymers aus Methylacrylat, Methylmethacrylat und Methacrylsäure. Das Säure-Ester-Verhältnis beträgt 1:10. Das Polymethacrylat ist flexibel, magensaftresistent und wie das Eudragit S im Ileum / Colon löslich.

### Zusammenfassung zu Polymethacrylate
| Filmbildner   | Typ       | Kennzeichen                | Löslich in        | Anwendung                                     |
| Eudragit L-55 | anionisch | Säure-Ester-Verhältnis 1:1 | Darmsaft > pH 5,5 | Magensaftresistenter Überzug                  |
| Eudragit L    | anionisch | Säure-Ester-Verhältnis 1:1 | Darmsaft > pH 6   | Magensaftresistenter Überzug                  |
| Eudragit S    | anionisch | Säure-Ester-Verhältnis 1:2 | Darmsaft > pH 7   | Magensaftresistenter Überzug/Colon-Targetting |
| Eudragit FS   | anionisch | Ca. 10 % freie Säure       | Darmsaft > pH 7,2 | Magensaftresistenter Überzug/Colon-Targetting |

Die aufgezeigten magensaftresistenten Eudragit-Typen haben verschiedene Säure-Ester Verhältnisse. Je höher der Esteranteil ist, desto schwerer löst sich der Überzug im Dünndarm. Die Carbonsäurefunktion ist essentiell für die Auflösung, da diese im leicht saurem, neutralem Dünndarm deprotoniert wird, anschließend solvatisiert werden kann und es schlussendlich zur Auflösung kommt. Dieser Mechanismus der Auflösung ist für alle magensaftresistenten Eudragit-Typen gleich. Der Säureanteil beim Eudragit FS 30D beträgt nur 10 %, weshalb sich der Überzug in dem höchsten pH-Wert und somit auch später auflöst.

## Prüfungen für magensaftresistente Tabletten aus dem Arzneibuch
Zerfallszeit (Ph.Eur. Monographie 2.9.1)
Die Prüfung auf Zerfall findet in der laut europäischen Arzneibuchs beschriebenen „Prüfapparatur A“ bzw. „Prüfapparatur B“ statt, wobei entsprechend der Apparatur entweder 6 oder 3 Tabletten gleichzeitig getestet werden können. Bei der Prüfung von magensaftresistenten Tabletten muss die Apparatur 2 Stunden lang in Salzsäure ( 0,1 M) in Betrieb gehalten werden, wobei es in diesem Medium zu keinem Zerfall der Tablette kommen darf.
Die Widerstandsdauer der Tabletten im sauren Milieu ist je nach prüfender Tablette unterschiedlich lang und beträgt normalerweise i. d. R. mindestens 2 bis 3 Stunden, jedoch darf sie auch bei zugelassenen Abweichungen nicht weniger als eine Stunde betragen. Die Tabletten dürfen weder Anzeichen eines Zerfalls zeigen, ausgenommen Bruchstücke des Überzugs, noch Risse, die zu einer Freigabe des Inhalts führen können. Die saure Lösung wird anschließend durch eine Phosphat-Pufferlösung pH 6,8 R ersetzt und die Prüflinge (Tabletten) werden jeweils mit einer Scheibe beschwert. Die Apparatur wird 60 Minuten in Betrieb gehalten, wobei die Tabletten nach dieser Zeit zerfallen sein müssen.
Falls die Tabletten der Prüfung nicht entsprechen, weil sie an der Scheibe kleben, sind die Ergebnisse ungültig. In diesem Fall wird die Prüfung mit sechs weiteren Tabletten ohne Scheibe wiederholt.

## Weiterführende Links
- http://healthcare.evonik.com/sites/lists/NC/DocumentsHC/Evonik-Eudragit_brochure.pdf